# Buffalo (Wyoming)
Buffalo is een plaats (city) in de Amerikaanse staat Wyoming, en valt bestuurlijk gezien onder Johnson County. Ongeveer 15 km ten noorden van de stad ligt Lake Desmet.

## Demografie
Bij de volkstelling in 2000 werd het aantal inwoners vastgesteld op 3900.
In 2006 is het aantal inwoners door het United States Census Bureau geschat op 4480, een stijging van 580 (14,9%).

## Geografie
Volgens het United States Census Bureau beslaat de plaats een oppervlakte van 9,1 km², geheel bestaande uit land. Buffalo ligt op ongeveer 1416 m boven zeeniveau.

## Bezienswaardigheden
Het Occidental Hotel is prominent aanwezig in het straatbeeld. Hier verbleven illustere figuren uit de Amerikaanse geschiedenis zoals Calamity Jane, Buffalo Bill, Butch Cassidy en president Herbert Hoover.

## Plaatsen in de nabije omgeving
De onderstaande figuur toont nabijgelegen plaatsen in een straal van 68 km rond Buffalo.